# Sljemenska planina
Sljemenska planina (ili Slemenska planina) je planina u Bosni i Hercegovini. Nalazi se zapadno od Han Pijeska.
Najviši vrh se nalazi na 1307 metara nadmorske visine. Pripada grupi planina istočne Bosne.
Pretežno je građena od karbonatnih stijena.